# آنخل رومانو
آنخل رومانو (انگلیسی: Ángel Romano؛ ۲ اوت ۱۸۹۳ – ۲۲ اوت ۱۹۷۲) بازیکن فوتبال اهل اروگوئه بود.
از باشگاه‌هایی که در آن بازی کرده‌است می‌توان به باشگاه فوتبال ناسیونال اروگوئه اشاره کرد.